# Červená Hora (hrad)
Červená hora je zřícenina hradu asi 700 metrů severozápadně od obce Červená Hora v okrese Náchod v Královéhradeckém kraji. Nachází se na ostrohu obtékaném řekou Úpou v místech, kde dnes u Slatinského mlýna protíná silnice z Červené Hory Babiččino údolí. Od roku 1964 je chráněn jako kulturní památka.
Hrad byl založen ve třináctém století před rokem 1291. Koncem čtrnáctého století se jeho majiteli stali příbuzní arcibiskupa Jana z Jenštejna, kteří jej prodali pánům z Dubé. Hynek mladší z Dubé během husitských válek bojoval na straně katolíků, a proto husité hrad dvakrát oblehli. Prvnímu obléhání v roce 1421 hrad odolal, ale roku 1427 se po dohodě posádka vzdala a volně odešla, avšak samotný hrad byl vypálen a zbořen. Dochovaly se z něj drobné fragmenty zdiva a terénní relikty opevnění a budov.

## Název
Hrad byl pojmenován podle hory s nápadně červenou půdou, na které byl postaven. V historických pramenech se název objevuje ve tvarech: de Cheruenahora (1291), de Ruffomonte (1295), de Rotmburg (1362), in Czrwene hora (1406), de Czrwenehory (1410), de Rotemberk (1420), z Červené hory (1420) a Červená hora (1427).

## Historie
První písemná zmínka o Červené hoře pochází z roku 1291, kdy na ní sídlil zemský sudí Sezema z Červené hory, v jehož majetku je hrad uváděn ještě roku 1295. Dalším známým majitelem hradu byl Mikuláš Piskle z Rotemburka uváděný na Červené hoře v letech 1362–1365 (1326–1365), jehož nástupcem se stal Mikuláš Polc ze Svídnice. Na hradě sídlil v roce 1372 a je možné, že byl s Mikulášem Pisklem totožný. Od něj hrad koupil arcibiskup Jan z Jenštejna se svými bratry Václavem a Pavlem. Okolo roku 1390 arcibiskup přenechal sídlo svým bratrům, ale jediným pánem se stal Pavel. Václav z Jenštejna byl proboštem u týnského chrámu a Pavel se 25. února 1391 zavázal, že mu bude vyplácet pravidelný úrok z červenohorského panství a dalších statků. Roku 1393 Pavel z Jenštejna hrad prodal bratrům Hynkovi staršímu a Hynkovi mladšímu z Dubé. Nejšpíše roku 1406 si Hynek starší ponechal jaké své sídlo Adršpach a Červená hora zůstala Hynkovi mladšímu.
Během husitských válek stál Hynek mladší, nazývaný též Hynek Červenohorský, neochvějně na katolické straně. Král Zikmund Lucemburský jej jmenoval hejtmanem v Jaroměři. Hynek mimo jiné vyplenil husitské městečko Krčín, a husité na oplátku 15. května 1421 dobyli Jaroměř, kde Hynka zajali. Ve stejné době na červenohorském panství vyplenili řadu vesnic, ale hrad obléhání odolal. Hynek byl brzy propuštěn, ale znovu upadl do zajetí při dobytí Havlíčkova Brodu v roce 1422. Opět byl brzy propuštěn při výměně zajatců a v následujících letech stále podporoval katolickou stranu. Husité proto hrad znovu oblehli. Dobývání se účastnily oddíly z Hradce Králové, Dvora Králové, Náchoda a Jaroměře a sirotci s Matějem Salavou z Lípy. Posádka hradu se okolo 8. června 1427 vzdala a mohla svobodně odejít. Hrad však husité vypálili a pobořili.

## Stavební podoba

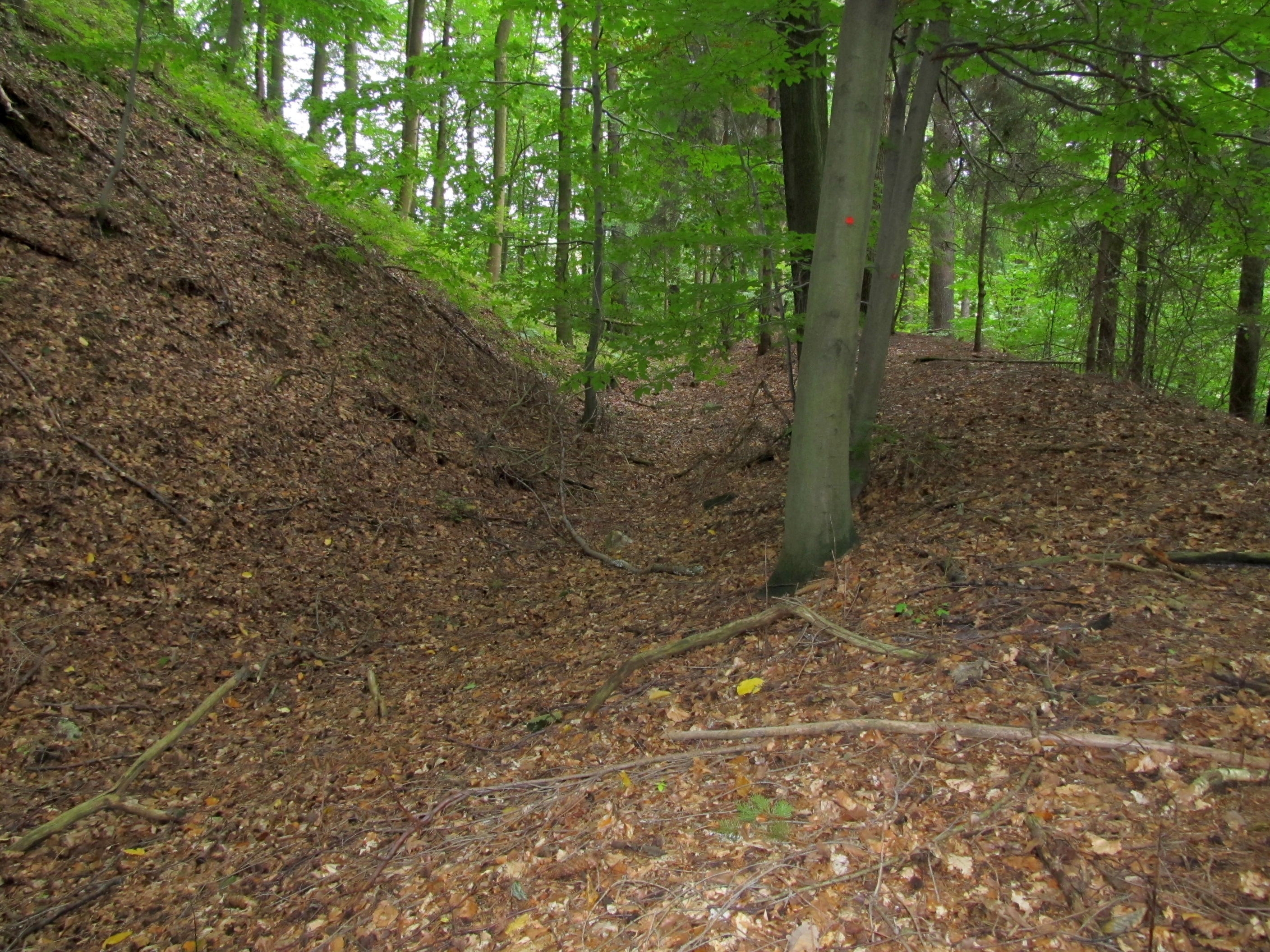
Příkop s vnějším valem

Trojdílný hrad byl založen na protáhlé ostrožně obtékané ze tří stran řekou Úpou. Za šíjovým příkopem je malé předhradí beze stop zástavby. Ze předhradím se nachází široký příkop, který chránil hradní jádro rozdělené do dvou výškových úrovní. Mírně vyšší zadní část jádra může být tzv. zavřeným hradem, který vzniká, když destrukce budov (obvykle velké věže) zasype okolní stavby, aniž by došlo ke zřícení jejich obvodových zdí. V přední části jádra je patrné valovité těleso, které je zbytkem obvodové hradby. Ve středu jádra, na rozhraní výškových úrovní, stávala příčná dvouprostorová budova. Dominantou zadní části je kužel, který je nejspíše zbytkem bergfritu, pod kterým se na jižní straně dochovalo torzo obvodové hradby.
Třetí část hradu se nachází v závěru ostrožny pod hradním jádrem. Pravděpodobně sloužila k hospodářskému provozu, ale dochovaly se zde jen zbytky obvodového opevnění, které mohlo být na západní straně zesíleno parkánem. Na západní straně, na opyši, hrad chránil příkop a na jeho vnější straně umístěný val.

## Přístup
Po silnici okolo hradního návrší vede modře značená turistická trasa od Slatinského mlýna do Červené Hory. Paralelně s ní je značena cyklotrasa č. 4056 a naučná Justynčina stezka, ze které ke zřícenině pokračuje krátká odbočka.